# Jean-Pierre Lorit
Ne pas confondre avec le comédien belge Jean-Pierre Loriot
Jean-Pierre Lorit, né le 29 novembre 1961 à Paris, est un acteur français.

## Biographie

### Carrière
Après avoir suivi l’enseignement de l’école nationale supérieure des arts et techniques du théâtre, Jean-Pierre Lorit entre au conservatoire national supérieur d’art dramatique. Il effectue également un travail d’atelier plus spécifique avec Blanche Salant, Camille de Close et Julie Vilment. Il suit ainsi les cours de professionnels renommés. C’est d’ailleurs son ancien professeur, Brigitte Jaques, qui lui permettra de faire ses débuts sur les planches, dans une pièce de Marivaux : La Surprise de l'amour, en 1983. À la même époque, l’acteur commence à tourner des téléfilms. Le premier d’entre eux est Fabien de la Drôme (1983).
C’est en 1986 que Jean-Pierre Lorit fait ses débuts dans le monde du cinéma, avec un rôle dans Jake Speed d’Andrew Lane. Il n’abandonne cependant pas sa carrière théâtrale, ni son travail sur les films de télévision.
De 1983 à 1997, Jean-Pierre Lorit joue ainsi dans quatorze pièces de théâtre. Il travaille beaucoup sur le répertoire classique, et joue des œuvres de Marivaux, Musset, Molière ou Corneille, mais se diversifie en jouant des pièces plus contemporaines, comme Les Enfants du paradis de Jacques Prévert, mise en scène par Marcel Maréchal, ou encore Tango de Mrożek.
Dans le même temps, il continue à jouer dans des films pour la télévision, et se produit de plus en plus dans des œuvres cinématographiques. On le voit ainsi travailler avec des réalisateurs de premier plan, tels Krzysztof Kieslowski, dans le troisième volet de la trilogie, Trois couleurs : Rouge, Claude Sautet pour Nelly et Monsieur Arnaud, ou encore André Téchiné, pour Alice et Martin (il y tient le rôle du frère de Mathieu Amalric). Il participe également à quelques courts métrages.
Il est nommé aux César 2001 pour Une affaire de goût de Bernard Rapp — film dont il partage la vedette avec Bernard Giraudeau — et aux Molières 2006 pour Les Créanciers d’August Strindberg.

### Vie privée
Il est le compagnon de la comédienne Emmanuelle Devos.

## Théâtre
- 1983 : La Surprise de l'amour de Marivaux
- 1984 : Le Bureau de Jean-Paul Aron, mise en scène Jean-Louis Thamin, Festival des jeux du théâtre de Sarlat
- 1985 : Le Bureau de Jean-Paul Aron, mise en scène Jean-Louis Thamin, Nouveau théâtre de Nice, Théâtre de La Criée
- 1988 : Tango de Sławomir Mrożek, mise en scène Georges Werler, Théâtre de l'Est parisien
- 1989 : Les Caprices de Marianne d'Alfred de Musset, mise en scène Bernard Murat, Théâtre Montparnasse
- 1995 : Le Baladin du monde occidental de John Millington Synge, mise en scène André Engel, Odéon-Théâtre de l'Europe
- 1997 : Les Enfants du paradis de Jacques Prévert, mise en scène Marcel Maréchal, Théâtre du Rond-Point
- 2005 : Les Créanciers de Strindberg, mise en scène Hélène Vincent, Théâtre de l'Atelier
- 2007 : En toute confiance de Donald Margulies, mise en scène Michel Fagadau, Comédie des Champs-Élysées
- 2013 : La Maison et le Zoo de Edward Albee, mise en scène Gilbert Désveaux, tournée puis Théâtre du Rond-Point en 2014
- 2014 : Le Misanthrope de Molière, mise en scène Michel Fau, Théâtre de l'Œuvre (Philinte)
- 2017 - 2018 : La Garçonnière de Billy Wilder et I.A.L. Diamond, mise en scène José Paul, Théâtre de Paris

## Filmographie

### Cinéma
- 1990 : La Passion Van Gogh de Samy Pavel : Théo Van Gogh
- 1992 : Le Moulin de Daudet de Samy Pavel : Alphonse Daudet
- 1993 : Trois Couleurs : Rouge de Krzysztof Kieślowski : Auguste
- 1994 : Jeanne la Pucelle de Jacques Rivette : Jean d'Alençon
- 1995 : Un jour, ce soir là de Laurent Boulanger : Anatole
- 1995 : Nelly et Monsieur Arnaud de Claude Sautet : Christophe
- 1996 : Jeunes Gens de Pierre-Loup Rajot : Antoine
- 1997 : Bruits d'amour de Jacques Otmezguine : François
- 1997 : Un air si pur... d'Yves Angelo : Florent
- 1998 : Alice et Martin de André Téchiné : Frédéric Sauvagnac
- 1998 : En plein cœur de Pierre Jolivet : Antoine
- 1999 : Une affaire de goût de Bernard Rapp : Nicolas Rivière
- 2001 : Alexandria de Maria Ilioú : Albert
- 2005 : La Comtesse blanche de James Ivory : Antoine Jacquier
- 2006 : Un ami parfait de Francis Girod : Lucas Jäger
- 2006 : Ne le dis à personne de Guillaume Canet : Adjudant-chef Lavelle
- 2010 : Hors-la-loi de Rachid Bouchareb : Picot
- 2010 : La Rafle  de Roselyne Bosch : Docteur Jousse
- 2012 : E la chiamano estate de Paolo Franchi : Laudani
- 2013 : Amitiés sincères de François Prévôt-Leygonie et Stéphan Archinard : Philippe Valette
- 2014 : Avis de mistral de Roselyne Bosch : Le père d'Adrien
- 2015 : Nos futurs de Rémi Bezançon : Michel
- 2015 : La Vie très privée de Monsieur Sim de Michel Leclerc : Lino
- 2017 : Monsieur et Madame Adelman de Nicolas Bedos : Marc
- 2017 : Les Grands Esprits d'Olivier Ayache-Vidal : le responsable au ministère de l'Education nationale
- 2022 : 16 Ans de Philippe Lioret : Franck Cavani
- 2022 : Rose de Niels Arden Oplev : Jacques

### Télévision
- 1988 : Un château au soleil (mini-série) de Robert Mazoyer : Stéphane Beaufroy
- 1989 : Les Nuits révolutionnaires (mini-série) de Charles Brabant : Malivert
- 1991 : Le Gang des tractions (mini-série) de Josée Dayan et François Rossini : Fredo
- 1991 : Chronique d'une fin d'après-midi (téléfilm) de Pierre Romans
- 1993 : Des années déchirées (téléfilm) de Rachid Bouchareb : Louis
- 1994 : La Lettre au professeur Marcion (téléfilm) de Michel Farin
- 1994 : Le Voyant (série), épisode Le Renard ailé de Pierre-William Glenn
- 1996 : Madame le Consul (série), épisode 1 Pili, prince des rues de Bertrand van Effenterre : Pierre Brémard
- 1996 : Crédit bonheur (téléfilm) de Nadine Trintignant : Vergnes
- 1996 : L'Insoumise (téléfilm) de Luc Béraud : Donatien
- 1997 : La vérité est un vilain défaut (téléfilm) de Jean-Paul Salomé : François
- 1998 : Vertiges (série télévisée), Tapage nocturne de Gérard Cuq : Antoine Fauvel
- 2000 : Paris-Deauville (téléfilm) d'Isabelle Broué : Christophe
- 2000 : La Bascule à deux (téléfilm) de Thierry Chabert : Christian
- 2001 : Margaux Valence : le secret d'Alice (téléfilm) de Christophe Bertrand : Xavier
- 2002 : Hôpital souterrain (téléfilm) de Serge Meynard : Pierre Roussel
- 2003 : Les Thibault (mini-série) de Jean-Daniel Verhaeghe : Antoine Thibault
- 2003 : Un fils de notre temps (téléfilm) de Fabrice Cazeneuve : le capitaine
- 2004 : Au bout du quai (téléfilm) de Pierre Lary : Douglas Védrille
- 2004 : Les Eaux troubles (téléfilm) de Luc Béraud :  Christian Gardone
- 2005 : La Nuit du meurtre (série télévisée), épisodes 1 et 2 de Serge Meynard : Philippe Laclos
- 2005 : Éliane (téléfilm) de Caroline Huppert : Michel
- 2006 : Mer belle à agitée (téléfilm) de Pascal Chaumeil : Laurent Bertignac
- 2007 : Train hôtel (téléfilm) de Lluís Maria Güell : Olivier
- 2007 : La Légende des trois clefs (mini-série) de Patrick Dewolf : Nicolas Sancier
- 2008 : Seule (téléfilm) de Fabrice Cazeneuve : Eric Nardier
- 2008 : Paradis criminel (téléfilm) de Serge Meynard : Michel Tocqueville
- 2010 : 4 garçons dans la nuit (série) d'Edwin Baily : Antoine Lanson
- 2011 : Quand l'amour s'emmêle (téléfilm) de Claire de la Rochefoucauld : Gérard Hagopian
- 2011 : La Nuit du réveillon (téléfilm) de Serge Meynard : Pierre Boutonnier
- 2012 : Clash (série) de Pascal Lahmani, 3 épisodes : Ludo Rossignol
- 2012 : Pour toi j'ai tué (téléfilm) de Laurent Heynemann : Christian Tellier
- 2013 : La Balade de Lucie (téléfilm) de Sandrine Ray : Paul Dupré, le mari de Lucie
- 2013 : Le Général du Roi (téléfilm) de Nina Companeez : Henri Charler
- 2014 : Ceux de 14 (série) d'Olivier Schatzky : Rives
- 2016 : Sam (série) de Valérie Guignabodet : Alexandre
- 2018 : Le Temps des égarés (téléfilm) de Virginie Sauveur : Jean-Paul Millier
- 2018 : La Garçonnière (téléfilm) de Dominique Thiel : Jeff D. Sheldrake
- 2019 : Mongeville (série), épisode 21 Mauvaise foi d'Edwin Baily : l'évêque Barrault
- 2020 : Capitaine Marleau (série) de Josée Dayan, épisode L'Arbre aux esclaves : Pascal
- 2022 : Prière d'enquêter (série), épisode C'était écrit de Laurence Katrian : Stéphane Rocques
- 2024 : Mister Spade (Monsieur Spade), épisode 4 : Jacques Larvaron
- 2024 : Olympe, une femme dans la Révolution (téléfilm) de Mathieu Buisson et Julie Gayet : Jacques Bietrix

## Doublage
- 2020 : The Order : Xavier (James Marsters) (saison 2, épisodes 5 et 6)

## Distinctions

### Nominations
- César 2001 : César du meilleur espoir masculin pour Une affaire de goût
- Molières 2006 : Molière du comédien dans un second rôle  pour Les Créanciers